# Poker d'enfer
Poker d'enfer est un roman policier de l'écrivain belge Stanislas-André Steeman paru en 1955. C'est l'une des aventures de l'enquêteur privé Monsieur Wens. L'une des particularités du roman est que M. Wens comme son adversaire apparaissent parfois sous d'autres identités et que le lecteur ne peut alors les identifier. C'est la onzième aventure de Monsieur Wens.

## Résumé
Scotland Yard est en émoi : une lettre anonyme annonce que "Royal Flush" s'embarquera le mercredi suivant sur le Queen of Sheba, qui l'emportera de Southampton à New-York. Derrière ce pseudonyme se cache un tricheur professionnel, doublé d'un caméléon : il écume les salons des paquebots transatlantiques sous les identités les plus variées.
Désespérant de mettre la main sur l'insaisissable "Royal Flush", Scotland Yard fait appel à un alter ego de ce Fregoli, un certain Summerlee, en réalité Wenceslas Vorobeïtchik, dit Monsieur Wens. Un duel s'engage entre les deux transformistes, chacun essayant de repérer l'autre au cours des parties de poker qui se succèdent pendant la traversée.

## Personnages
L'auteur les présente ainsi :
- Sir John St-Maur, chief commissioner of Police.
- Mr. Sterling, quinquagénaire impotent, et son infirmière, Hélène Wilson.
- Adam Crotchet, chanteur de charme, et "la jeune femme en rouge".
- Mr. et Mrs Isis, extra-lucides.
- Jack Santanya, couturier ? et son amie Sweety.
- Le professeur Moïse Curry, spécialisé dans les recherches atomiques.
- Flammery "Hammer" Jack, catcheur.
- Joseph Wagon.
- Walter Pullman.
- Lily Saxon, dite "Sin Lily", vedette de cinéma internationale.
- Karl Kasner, son mari.
- Donaldo Potenza, son amant.
- Ponce Castagnacci, son metteur en scène.
- Mr. X, auteur.
- Maria Ronda, secrétaire.
- Mr. Donaghue, commandant du Queen of Sheba.
- Mr. Chisnutt, premier commissaire de bord.
- Mr. Latimer, second commissaire de bord.
- Bob, barman.
- Flora, fleuriste.
- Eustache Brewster.

Stanislas-André Steeman précise : L'auteur n'a pas cru devoir ajouter à cette liste les noms de "Royal Flush", de Carmen Trublett et de M. Wens, tous trois y figurant sous une autre identité.

## Autour du livre
- Dans une note en bas de page à la fin du chapitre I, l'auteur utilise avec humour les nombreuses adaptations cinématographiques de son œuvre :

Certains lecteurs pouvant être enclins à s'étonner que M. Wens arrive à changer si facilement de visage, l'auteur leur rappelle à toutes fins utiles que ledit M. Wens a successivement incarné, à l'écran, les personnages de Georges Jamin, Pierre Fresnay, Franck Villard, Werner Degan, Pierre Teynac et Raymond Rouleau.
- Le roman est dédié au metteur en scène Gregory Ratoff, dont Steeman dit qu'il lui doit de savoir "où le soleil se lève". Aucun des films réalisés par Ratoff ne paraît justifier cette dédicace, sans doute d'ordre privé. Peut-être est-ce une allusion au film Le Soleil se lève aussi, tiré d'un roman d'Ernest Hemingway, film dans lequel Gregory Ratoff joue le rôle de Count Mippipopolous.